# Niederlenz
Niederlenz é uma comuna da Suíça, no Cantão Argóvia, com cerca de 3.964 habitantes. Estende-se por uma área de 3,26 km², de densidade populacional de 1.216 hab/km². Confina com as seguintes comunas: Lenzburg, Möriken-Wildegg, Rupperswil.
A língua oficial nesta comuna é o Alemão.